# Kruis (Band)
Kruis (russisch Круиз, wiss. Transliteration Kruiz) ist eine russische Heavy-Metal-Band. Sie war die erste Metal-Band aus der ehemaligen UdSSR, die internationale Bekanntheit erlangte.

## Bandgeschichte
Der russische Musiker und Produzent Matwei Anitschkin hatte 1974 ein Gesangs- und Instrumentalensemble mit dem Namen Molodyje golossa (Молодые голоса; russisch für Junge Stimmen) ins Leben gerufen. Er lud regelmäßig Musiker zu diesem Projekt ein und lernte so 1978 den jungen Gitarristen Waleri Gaina kennen. 1980 beschlossen Gaina und er, ein neues Musikprojekt zu gründen. Anders als Molodyje golossa sollte es eine Rockband werden, und unter Hinzunahme weiterer Musiker aus diesem Projekt und aus der Musikgruppe Magistral wurde die erste Besetzung von Kruis vervollständigt.
Bereits kurz nach ihrer Gründung spielte die Band ihr erstes Album „Krutitsja woltschok“ ein, das ausschließlich selbst geschriebene Lieder enthielt. Dies war zu der Zeit ungewöhnlich, weil es in der Sowjetunion gang und gäbe war, dass Rockbands Stücke interpretierten, die von staatlich kontrollierten Komponisten und Textern verfasst wurden. Das Album erschien, wie auch die folgenden Veröffentlichungen, nicht über ein staatliches Plattenlabel und wurde aus diesem Grund vorwiegend durch Tape-Trading verbreitet. Somit konnten die Musiker kein Geld mit Plattenverkäufen verdienen und waren auf Live-Auftritte angewiesen. Als Berufsmusiker galten sie als Staatsangestellte und mussten sich mit den offiziell Verantwortlichen arrangieren, so dass sie zwar ungehindert auf Tournee gehen konnten, sich im Gegenzug aber politisch an das herrschende System anzupassen hatten. Der Keyboarder Sarytschew gründete 1983 die Gruppe Alfa. Während der Andropow-Ära ab 1983 wurden der Band jedoch jegliche Live-Aktivitäten untersagt, weshalb sie 1984 in die Ukraine auswichen und dort innerhalb von nur 45 Tagen 128 Konzerte gaben, um wieder Geld zu verdienen.
Mit der politischen Wende unter Gorbatschow ab 1985 wurden der Band wieder alle Freiheiten gewährt und die Musiker wurden zu Spitzenverdienern. Mitbegründer Gaina wurde zum Kopf der Band, nachdem Sänger Monin die Band verlassen musste, und wandte sich stilistisch dem Speed- und Thrash Metal zu. Kruis spielte in großen Stadien und konnte 1986 über das staatseigene Plattenlabel Melodia ihre erste offizielle Schallplatte Kruis-1 veröffentlichen, die sich in Russland insgesamt rund 12 Millionen Mal verkaufte. Es folgten die ersten Shows außerhalb Russlands in Norwegen, Spanien und 1987 eine ausverkaufte Tour durch Bulgarien. Des Weiteren traten Kruis als Vorband auf den Russland-Tourneen von Metallica und Slayer auf. Durch die Erfolge wurde die Plattenindustrie auf die Band aufmerksam und so schloss sie mit dem Major-Label WEA einen Plattenvertrag ab und veröffentlichte 1988 das englischsprachige Album Kruiz. Doch auf Grund von Umstrukturierungen bei WEA verlor die Band den Plattenvertrag. Enttäuscht kehrten die Musiker 1989 von München nach Moskau zurück und lösten die Band 1990 auf. Das vor der Auflösung des Vertrages aufgenommene zweite englischsprachige Album Culture Shock ALS wurde erst 2008 vom russischen Label CD-Maximum veröffentlicht.
1994 formierte der ehemalige Sänger Monin die Band neu, allerdings ohne Gaina, der sich mittlerweile anderen Projekten zugewandt hatte. Die Band wandte sich dem von Bands wie den frühen Scorpions geprägten Hard Rock zu und veröffentlichte 1997 und 2001 jeweils ein Studioalbum. Obwohl sie sich in Russland relativ schnell wieder eine Fangemeinde erspielten, konnten sie an die internationalen Erfolge der späten 1980er Jahre nicht mehr anknüpfen.
Am 27. August 2010 starb Sänger Monin in Moskau.

## Diskografie
- 1981: Krutitsja woltschok (Крутится волчок, russ. „Der Kreisel dreht sich“)
- 1982: Posluschai, tschelowek (Послушай, человек, russ. für „Hör zu, Mann“)
- 1983: Puteschestwije na wosduschnom schare (Путешествие на воздушном шаре, russ. für „Reise in einem Luftballon“); Liveaufnahme eines Konzertes in Riga im Oktober 1983
- 1984: P.S. Prodolschenije sleduijet (P.S. Продолжение следует, russ. für „P.S. Fortsetzung folgt“)
- 1985: KiKoGaWWA (КиКоГаВВА, benannt nach den Initialen der Musiker)
- 1986: Kruis-1 (Круиз-1)
- 1988: Kruiz
- 1993: Festiwal Robin Gud-93 w Lytkarino (Фестиваль ‘Робин Гуд-93’ в Лыткарино); Live auf dem Robin-Hood-Festival
- 1997: Wsem wstat (Всем встать, russ. für „Alle aufstehen“); Doppel-Album
- 2001: Weterany roka (Ветераны рока, russ. für „Rockveteranen“)
- 2008: Culture Shock ALS